# Chrisette Michele
Chrisette Michele (Central Islip, 1982. december 8. –) Grammy-díjas énekesnő, dalszerző.

## Pályafutása
Chrisette Michele Long Islanden nőtt fel. Apja diakónus volt, és orgonált is, míg édesanyja a templomi kórust vezette. Gyerekként zongora- és táncórákat vett. 17 évesen megismerte a dzsesszt és énekelni tanult a Five Townes College-ban. rendezvényeken és klubokban is fellépett. Egy New York-i klubban való fellépése során India Arie fedezte fel. Előzenekarkban énekelt neki, később pedig Angie Stone-nak is.
A Def Jam Recordings képviselői felfigyeltek rá, és 2006-ban leszerződtették.
Ugyanebben az évben szerepelt Jay-Z rapper kislemezén, amely felkerült az amerikai kislemezlistára. Saját karrierje azonban csalódással indult, amikor az „Irreplaceable” című dal, amelyet korábban elutasított, Beyoncé slágerlistájának az élére került. 
2007. közepén megjelent debütáló albuma, az „I Am”, amelyet maga írt és neves producerekkel együttműködve fejezett be. Az I Am jól indult, a 29. helyet érte el az eladási listákon és az 5. helyen volt az R&B listákon. Első Grammy-jelölését 2008-ban kapta Michele az „If I Have My Way” című dalért, majd a következő évben pedig elnyerte a legjobb urbánus/alternatív előadás díját a „Be OK” című dallal.
2009-ben befejezte második albumát, az „Epiphany”-t, amelyen ezúttal mások mellett Ne-Yo is közreműködött. Az album azonnal az amerikai slágerlisták első helyén debütált, a címadó dal pedig felkerült a kislemezlistákra.

## Albumok
- I Am (2007)
- Epiphany (2009)
- Let Freedom Reign (2010)
- Audrey Hepburn (2012)
- Better (2013)
- The Lyricists’ Opus (2014)
- Milestone (2016)
- Steady Gang (2017)
- Out of Control (2018)

## Díjak
- 2008: Centric Music Award (Virtual Awards: Soul Approved)
- 2009: Grammy-díj (Best Urban Performance)

## Fordítás
- Ez a szócikk részben vagy egészben  a   Chrisette Michele című német Wikipédia-szócikk ezen változatának fordításán alapul.  Az eredeti cikk szerkesztőit annak laptörténete sorolja fel. Ez a jelzés csupán a megfogalmazás eredetét és a szerzői jogokat jelzi, nem szolgál a cikkben szereplő információk forrásmegjelöléseként.